# Pont métallique
Un pont métallique est un pont dont la structure est réalisée en métal, à savoir en fer, en fonte ou en acier.

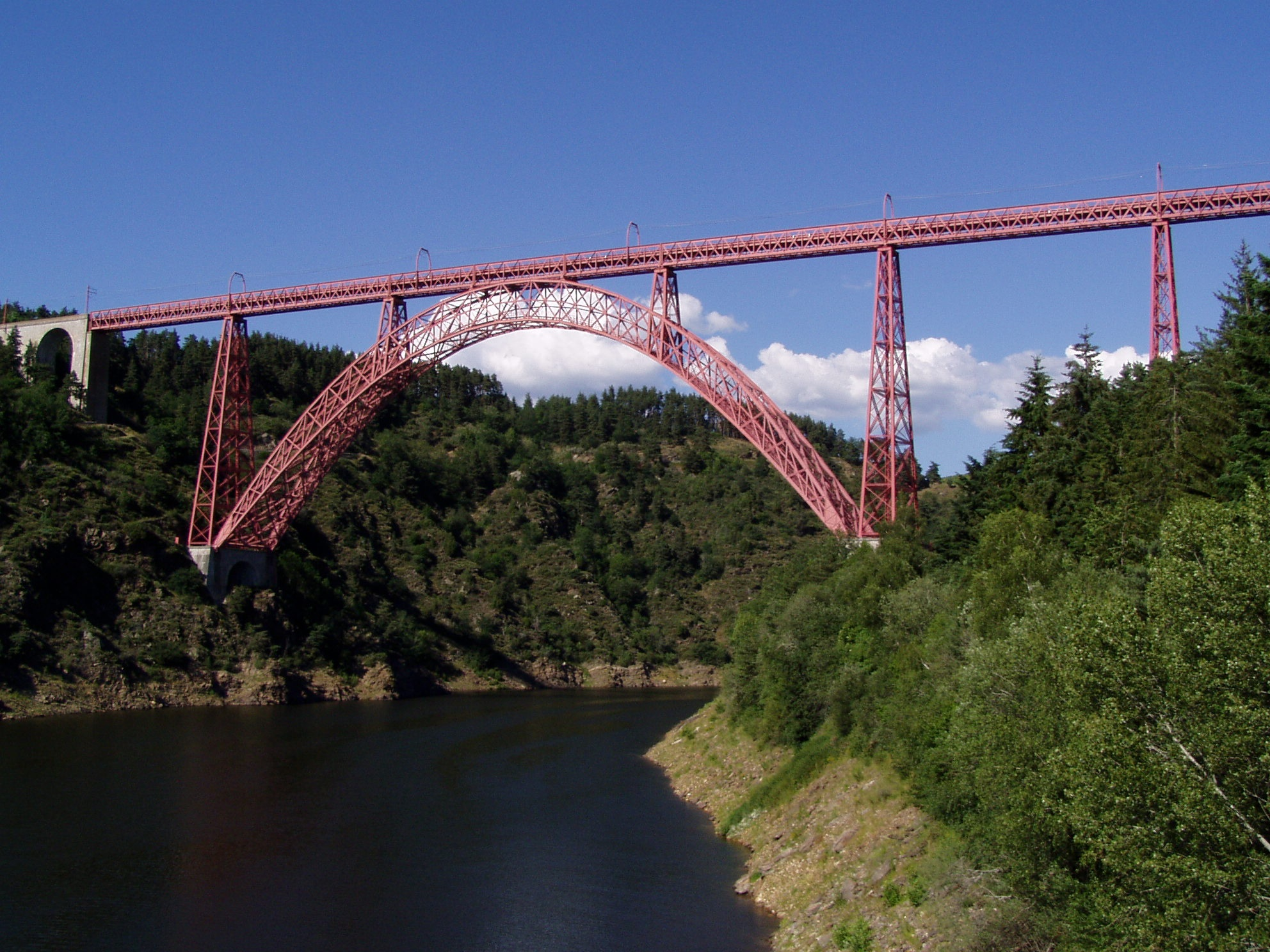
Le viaduc de Garabit, un pont en arc métallique

## Histoire
Le premier pont métallique a été réalisé en fonte, en Angleterre. Il s’agit de Iron Bridge, construit en 1779  par Abraham Darby III sur la Severn, à Coalbrookdale. Sa portée est de 30,5 m pour une longueur totale de 60 m, et il passe à 30 m au-dessus de la rivière.
Le premier ouvrage métallique réalisé en France est le pont des Arts à Paris, construit en 1803 par Louis-Alexandre de Cessart et Jacques Dillon. L’apogée des ponts en fonte est atteinte avec le pont du Carrousel construit à Paris en 1834 par Antoine-Rémy Polonceau.
Les ponts suspendus en fer se développent aux États-Unis à partir de 1810.
Mais c’est avec l’apparition de techniques de fabrication performantes de l’acier que vont vraiment se multiplier les ponts métalliques, en parallèle avec le développement du réseau ferroviaire. L’âge d’or se prolongera jusqu’à la Première Guerre mondiale, malgré l’apparition en France dès 1898 d’un redoutable concurrent : le béton armé.

## La matière(s)
Les aciers utilisés pour les constructions sont des alliages Fer-Carbone faiblement alliés, avec génerrocilisées[Quoi ?]. Pour des raisons esthétiques ou de sécurité, d'autres types d'aciers peuvent être parfois rencontrés: acier Corten, acier inoxydable,…
| Désignation de la nuance de l'acier                           | Résistance à la limite élastique en MPa | Allongement du métal à la rupture, en % |
| ------------------------------------------------------------- | --------------------------------------- | --------------------------------------- |
| Acier doux ordinaire                                          | 235 à 355                               | >15                                     |
| Acier à haute résistance                                      | 355 à 690                               | >15                                     |
| Acier à très haute résistance pour la constitution des câbles | 1200 à 1400                             | 1,5 à 2,5                               |

Pour des raisons de sécurité, on ne fait travailler l'acier dans les ouvrages que très au-dessous de sa limite élastique; la fatigue limite les contraintes à environ la moitié de cette limite, soit 120 MPa pour l'acier doux ordinaire et 180 MPa pour l'acier à haute résistance. C'est cette limite en fatigue qui sert de référence dans le calcul des structures.
D'autres caractéristiques peuvent également intervenir: la  température, la résistance à la corrosion sous contrainte, la tenue en ambiance saline,…

## Profilés
| Désignation | Largeurs en mm.   |
| ----------- | ----------------- |
| Plat        | de 30 à 180 mm    |
| Large-Plat  | de 200 à 1 000 mm |
| Tôle        | de 800 à 3 600 mm |

- en éléments profilés, dont les plus courants sont: les cornières, les fers en U et les tg

Cornière à ailes inégales
Poutrelle
Fer en U

## Procédés d'assemblage de l'acier
Les procédés d'assemblage de l'acier sont : le boulonnage, le rivetage et le soudage.
Les boulons et les rivets agissent par serrage de leur tête. Les boulons sont posés à froid, ils sont surtout utilisés pour réaliser des assemblages provisoires ou pour se substituer aux rivets, dans certains cas particuliers ou ceux-ci travailleraient mal.
Le boulon comporte une tête fixe venue de forge avec sa tige, qui est filetée. Il comporte une deuxième tête mobile, appelée écrou, qui est vissée sur la partie filetée de la tige.
Les rivets sont posés à chaud. Ils constituaient le moyen d'assemblage le plus utilisé en construction métallique. Le rivet comporte une tête livrée d’usine avec sa tige; la deuxième tête est réalisée par forgeage de l'extrémité de la tige qui dépasse à cet effet les éléments à assembler, cette deuxième tête doit être terminée alors que le métal du rivet est encore très chaud. Ainsi, au refroidissement, la contraction de la tige provoque un serrage énergique des éléments à assembler.
La soudure assure l'assemblage par reconstitution de l'acier dans les joints ou dans les plans de contact des éléments à assembler. On utilise à cet effet des baguettes d'acier enrobé appelées électrodes, qui fondent sous la température extrêmement élevée de l'arc électrique.
De nos jours tous les ponts métalliques sont soudés. Les rivets ont été abandonnés. Quant aux boulons, ils sont encore utilisés pour les ponts de secours. Amenés en pièces détachées, ces ponts sont montés par boulonnage très rapidement.

## Les poutres métalliques
Les poutres métalliques ont généralement le profil d'un I, cependant, elles ont parfois le profil d'un U ou, si la hauteur fait défaut, le profil dit caisson.
On distingue les poutres métalliques à âme pleine et les poutres à treillis.

### Poutres à âmes pleines
Les poutres à âme pleine sont essentiellement constituées d'une ou plusieurs parties verticales formant l'âme et de parties horizontales appelées semelles (ou ailes) disposées de part et d'autre de l'âme.
Les poutres à âme pleine peuvent être formées à chaud par laminage (poutrelles de dimensions restreintes) ou à froid par assemblage de tôles plates (fers plats) soudées (PRS, pour Poutre reconstituée (ou recomposée) soudée) ou — anciennement — rivetées entre elles par l'intermédiaire de cornières.
Semelles et cornières ou semelles seules, s'il s'agit d'une charpente soudée ou laminée, constituent ce qu'on appelle les membrures de la poutre.

Poutre à âme pleine rivetée
Poutre droite en U rivetée
Poutre en caisson rivetée
Poutre reconstituée soudée

### Poutres à treillis
Les poutres à treillis, appelées également poutres triangulées, sont constituées par des membrures reliées non plus par une âme mais par des barres, ou verticales, ou inclinées, qui forment avec les membrures un ensemble triangulé. Ces barres sont disposées d'une façon différente suivant le système de triangulation adopté.
Les systèmes couramment utilisés sont :

Poutre type Pratt
Poutre type Town
Poutre type Town double
Poutre en K
Poutre type Warren
Poutre type Warren avec montants
Poutre type Howe
Poutre en croix de Saint-André (juxtaposition des systèmes Pratt et Howe)
Poutre composée
Poutre type Vierendeel (cas particulier, ne fait pas partie des treillis)

## Assemblage des poutres entre elles

### Assemblage riveté

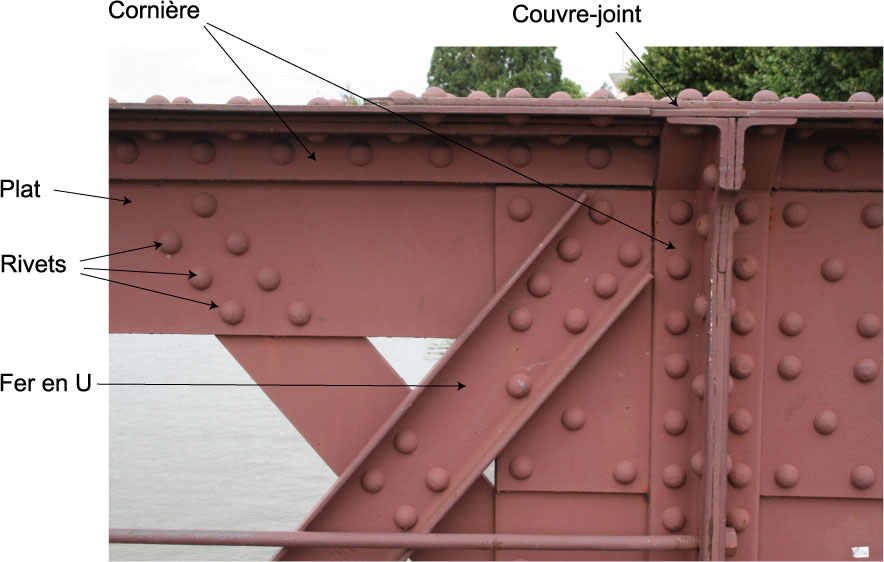

Les assemblages rivés étaient les types d'assemblages les plus courants avant que le soudage ne se généralise. Les ponts à poutres droites comme les ponts à poutres en treillis étaient rivés. La photo ci-contre présente un assemblage typique de poutre en treillis. Les montants verticaux et horizontaux sont constitués de cornières et de plats rivés ensemble. les montants inclinés sont constitués de fers en U. À la jonction de chaque assemblage, des plats sont ajoutés, appelés couvre-joints, pour rigidifier la structure.

### Assemblage soudé

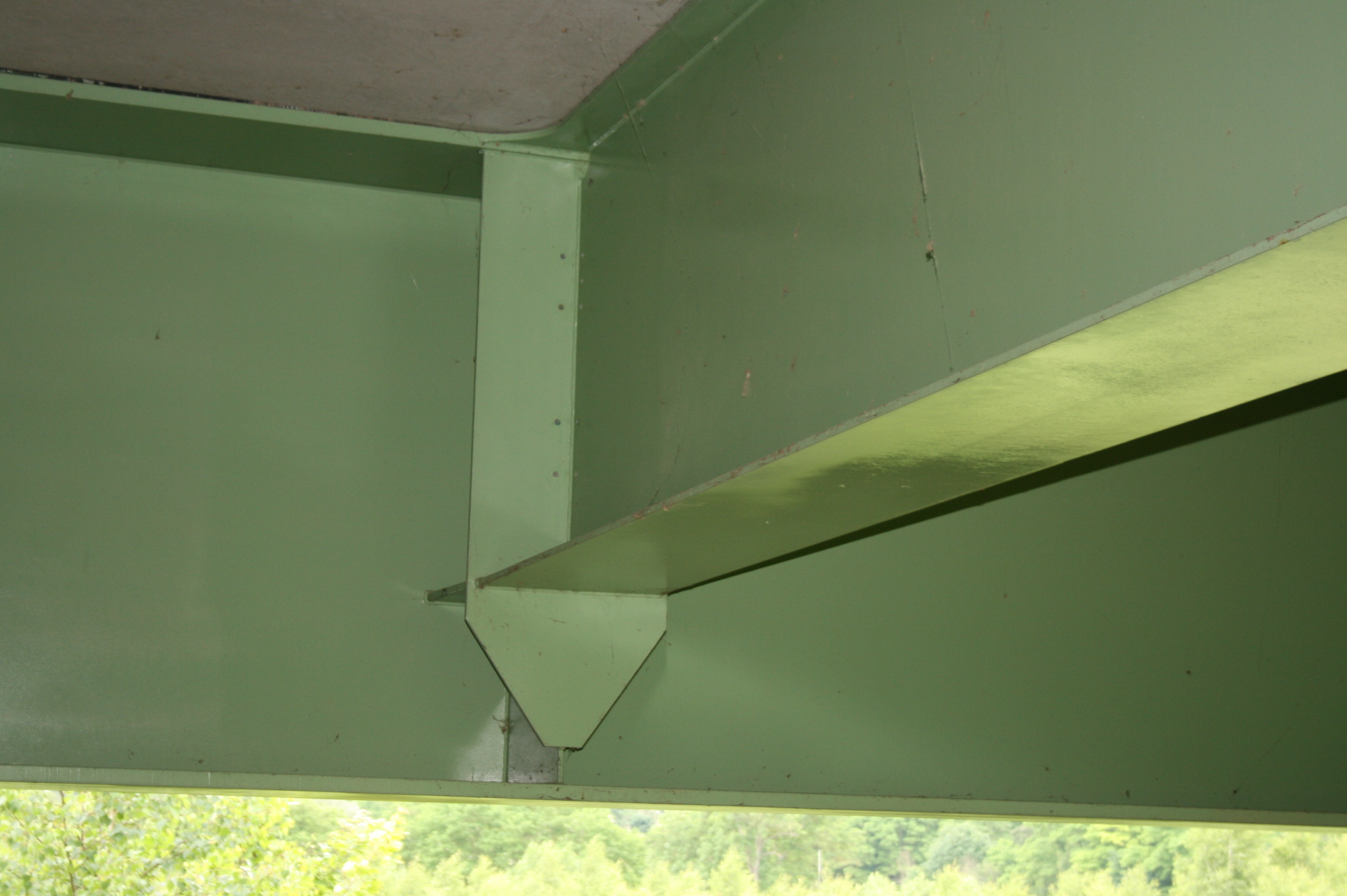

La photo ci-contre présente un assemblage métallique moderne typique. Il s’agit de deux poutres à âme pleine soudées. La poutre transversale, dénommée pièce de pont ou entretoise, est soudée sur la pièce longitudinale, appelée longeron latéral (dont on voit l'âme en à plat sur le fond de la photo). On notera également la présence d’un raidisseur vertical, qui permet d’assurer la rigidification de l’ensemble. Ce raidisseur est terminé sur sa base par un gousset.

## Types de ponts métalliques

### Ponts à poutres droites
Selon la structure de la poutre on distingue : les ponts à poutre monocaisson (dits à voussoirs), les ponts bi-poutres, les ponts à nervures, les ponts lenticulaires et les ponts en treillis.

### Ponts suspendus
Dans le cas d’un pont suspendu, la poutre est appelée poutre de rigidité. Elle est en général réalisée en treillis métallique.

Trois indicateurs caractérisent un pont suspendu :
- sa portée, qui est en égale à sa longueur L dans le cas d'un pont suspendue à une travée, sans travée de rive.
- sa flèche (f), qui est la distance entre le milieu de la corde joignant les sommets des deux pylônes et le milieu du câble de retenue (ou câble porteur).
- la hauteur H de la poutre de rigidité.

La hauteur H de la poutre de rigidité est comprise entre L/80 et L/100. 

Pour les ponts de petite et moyenne portée, on a en général la relation suivante entre la portée et la flèche : {\displaystyle f={\frac {L}{9}}}

## Classification détaillée
| Famille        | Catégorie                                         | Image |
| -------------- | ------------------------------------------------- | ----- |
| Pont à poutres | Pont à tréteaux                                   |       |
| Pont à poutres | Pont à tablier en bipoutre mixte                  |       |
| Pont à poutres | Pont à tablier en multipoutre mixte               |       |
| Pont à poutres | Pont à tablier en caisson mixte                   |       |
| Pont à poutres | Pont à tablier en dalle orthotrope                |       |
| Pont à poutres | Pont à poutre droite en treillis métallique       |       |
| Pont à poutres | Pont à poutre cantilever en treillis métallique   |       |
| Pont à poutres | Pont à poutrelles enrobées                        |       |
| Pont en arc    | Pont en arc métallique à tablier suspendu         |       |
| Pont en arc    | Pont en arc métallique à tablier intermédiaire    |       |
| Pont en arc    | Pont en arc métallique à tablier porté            |       |
| Pont en arc    | Pont en arc métallique en treillis                |       |
| Pont en arc    | Pont lenticulaire                                 |       |
| Pont en arc    | Pont bow-string                                   |       |
| Pont en arc    | Pont à béquilles                                  |       |
| Pont à haubans |                                                   |       |
| Pont suspendu  | Pont suspendu à chaînes                           |       |
| Pont suspendu  | Pont suspendu à dalle béton et poutre de rigidité |       |
| Pont suspendu  | Pont suspendu à dalle orthotrope                  |       |